# Lo Que Soy
Singles de Demi Lovato
La La Land Don't Forget
Lo Que Soy est le troisième single du premier opus de Demi Lovato, version espagnole de This Is Me et qui a été certifié disque d'or au Brésil.

## Charts
| Chart (2008)                  | Peak position |
| ----------------------------- | ------------- |
| Australian ARIA Singles Chart | 46            |
| Austrian Singles Chart        | 18            |
| Canadian Hot 100              | 16            |
| European Hot 100 Singles      | 43            |
| German Singles Chart          | 36            |
| Irish Singles Chart           | 27            |
| Norwegian Singles Chart       | 12            |
| Swiss Singles Chart           | 39            |
| UK Singles Chart              | 33            |
| U.S. Billboard Hot 100        | 9             |
| U.S. Billboard Pop 100        | 80            |

## Certification
| Pays   | Certification |
| ------ | ------------- |
| Brésil | Or            |